# Sistema venoso portale
Il sistema portale o sistema della vena porta è un sistema vascolare interposto tra il versante arterioso e quello venoso, connesso a questi mediante capillarizzazione dei vasi. Il nome è dovuto alla caratteristica di essere un sistema portale, che raccoglie il sangue dall'apparato digerente e lo convoglia al fegato. Da qui, i secondi capillari si riuniscono nelle vene sovraepatiche e si gettano nella vena cava inferiore.
Questo sistema portale è costituito dalla vena porta e dai suoi rami affluenti (vene gastriche destra e sinistra, vene cistiche, vene paraombelicali); esso consente al sangue refluo dal tubo digerente sottodiaframmatico, dalla milza, dalla colecisti e dal pancreas di attraversare il fegato prima di raggiungere la vena cava inferiore.
Il sistema portale è connesso al circolo sistemico attraverso il cosiddetto circolo collaterale della vena porta, costituito da varie anastomosi che lo collegano indirettamente alla vena cava inferiore.
Questo circolo collaterale garantisce l'afflusso all'atrio destro del sangue refluo dagli organi suddetti, qualora si manifesti un rallentamento o un impedimento del circolo epatico (ipertensione portale).
Di contro, l'instaurarsi di un circolo collaterale porta inevitabilmente alla dilatazione dei capillari anastomotici e a possibile varicosità venosa.

## Anastomosi esofagee
Tra:
- vene esofagee inferiori ( → vena azygos → vena cava superiore)
- affluenti della vena gastrica sinistra ( → vena gastrica sinistra → vena porta)

Le varicosità delle vene esofagee, se non trattate adeguatamente, possono andare incontro a sanguinamento, provocando una ematemesi anche mortale.

## Anastomosi rettali
Tra:
- vene rettali superiori ( → vena mesenterica inferiore → vena porta)
- vene rettali inferiori e medie ( → vena iliaca interna → vena iliaca comune → vena cava inferiore)

La dilatazione delle comunicazioni può determinare varicosità delle vene rettali, emorroidi, che possono andare incontro a sanguinamento.

## Anastomosi paraombelicali
Tra:
- vene paraombelicali ( → vena porta)
- vene periombelicali, vene epigastriche superiori, inferiori, e superficiali (superficiali e inferiore → vena cava inferiore; superiore incontra la muscolofrenica → vena mammaria interna → vena anonima → vena cava superiore)

La dilatazione delle comunicazioni può determinare varicosità delle vene disposte a raggiera intorno all'ombelico, provocando il cosiddetto caput Medusae.

## Anastomosi parietali (o peritoneali)
Costituiscono il sistema del Retzius, tra:
- radici delle vene mesenteriche superiori ed inferiori ( → vena porta)
- piccole vene affluenti delle vene addominali, sia parietali (vena sacrale media, vene lombari) sia viscerali (vena renale e vena testicolare) ( → vena cava inferiore)

Anastomosi a livello diaframmatico e parietale posteriore.
Anastomosi spleno-renali, prossimale e distale (shunt di Warren-Zeppa).